# Південний Тіпперері
Південний Тіпперері (англ. South Tipperary; ірл. Tiobraid Árann Theas) — адміністративне графство на півдні Ірландії. Входить до складу традиційного (історичного) графства Тіпперері в провінції Манстер на території Республіки Ірландії. Столиця та найбільше місто  — Клонмел. Населення 79 тис. осіб (2002). 

## Фізико-географічна характеристика
Графство розташоване на півдні Ірландії в долині річки Шур. Разом з Північним Тіпперері воно входить до складу історичного однойменного графства. На півдні та південному сході проходить адміністративна межа з графствами Вотерфорд та Корк, на заході з Лімерик, а на сході з Кілкенні. 
Загальна площа Південного Тіпперері становить 2257 км ². 

## Історія
Графство Південний Тіпперері було утворено 1898 року, шляхом поділу історичного регіону Тіпперері на дві частини. У новій адміністративно-територіальній одиниці з'явилися свої суд і органи керування. Однак, багато жителів досі сприймають два графства єдиним цілим, завдяки спільній історії двох провінцій. 

## Транспорт
Через територію графства проходить залізнична гілка Корк — Турлес — Порт-Лііше; а також шосе національного значення — N8 (Корк — Кахира — Порт-Лііше); N24 (Уотерфорд — Клонмел — Тіпперері). 
Найближчі аеропорти розташований в сусідніх графствах Уотерфорд, Корк та Клер. 

## Охорона здоров'я

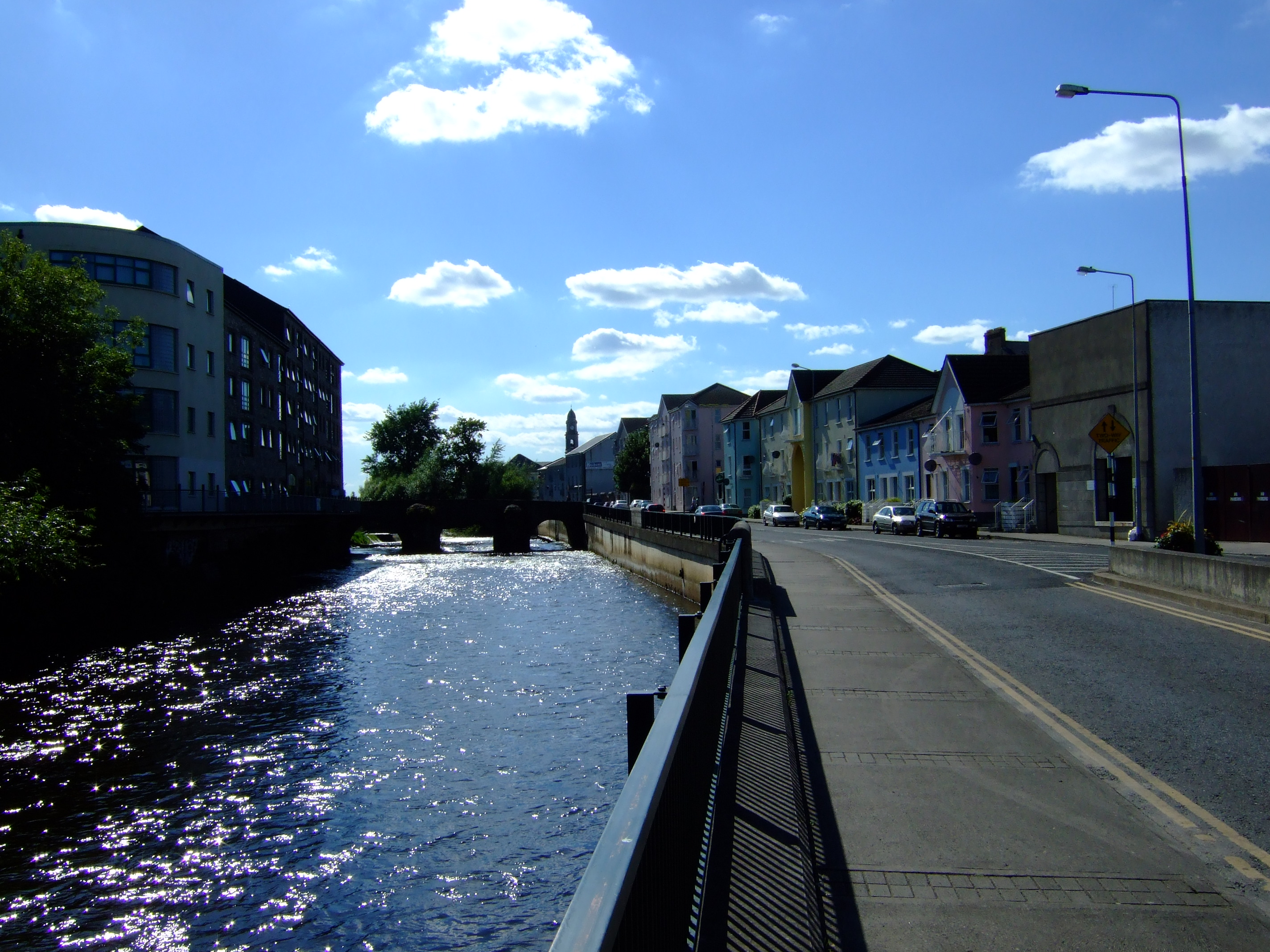
Одна з набережних міста Клонмел

У Південному Тіпперері зафіксовано найнижчий показник дитячої смертності в країні: 0,9 на 1000 немовлят. Це можна порівняти з даними Північного Тіпперері (2,9) і Дубліна (3,4). 